# Jaromír Plocek
Jaromír Plocek (* 14. Dezember 1974 in Pardubice) ist ein ehemaliger tschechischer Fußballspieler und heutiger -trainer.

## Vereinskarriere
Plocek begann mit dem Fußballspielen bei VCHZ Pardubice. 1993 wechselte der Mittelfeldspieler zu Viktoria Pilsen, sein Debüt in der ersten tschechischen Liga gab er am 27. November 1994, Pilsen und Slavia Prag trennten sich 1:1 unentschieden. Nach drei Jahren in Pilsen wechselte Plocek zum damaligen Zweitligisten Atlantic Lázně Bohdaneč, dem er zum Aufstieg in die Gambrinus Liga verhalf. Als der Aufsteiger umgehend wieder absteigen musste, ging Plocek zu Viktoria Žižkov. Beim Hauptstadtklub kam er in zweieinhalb Jahren auf 57 Erstligaspiele, in denen er zwei Tore schoss.
Anfang 2001 wurde Plocek vom SK České Budějovice verpflichtet, den Abstieg der Mannschaft in die 2. Liga konnte er zwar nicht verhindern, in der Folgesaison gelang dem Team der sofortige Wiederaufstieg. In der Spielzeit 2002/03 gehörte er vor allem gegen Saisonende nicht mehr zur Stammelf und entschloss sich deshalb im Juli 2003 zu einem Wechsel zum slowakischen Meister MŠK Žilina. Schon nach wenigen Wochen kehrte der Mittelfeldakteur jedoch nach České Budějovice zurück. In der Folge gehörte Plocek als erfahrener Spieler meist zur Startelf. Im Sommer 2008 wechselte er zum SC Zwettl in die österreichische Regionalliga Ost. Im Jahr 2009 war er kurzzeitig als Spielertrainer tätig. Er spielte mit dem Klub in der Regionalliga Ost, stieg mit dem Verein im Jahr 2010 in die Niederösterreichische Landesliga ab. Im Sommer 2011 wechselte er zu Ligakonkurrent SV Waidhofen/Thaya.

## Trainerkarriere
Im Sommer 2012 wurde Plocek Spielertrainer beim USV Allentsteig, Anfang 2014 kam er in der gleichen Funktion zum USV Kirchschlag/Waldviertel. Im Jahr 2014 beendete er seine aktive Karriere und übernahm den SC Zwettl als Cheftrainer für ein Jahr in der Niederösterreichischen Landesliga.

## Nationalmannschaft
Plocek absolvierte 1995 zwei Spiele für die tschechische U-21-Auswahl.